# 김중위
김중위(金重緯, 1939년 10월 28일 ~ , 경북 봉화)는 교육자 출신으로 12대-15대 국회의원을 역임한 대한민국 정치인이다. 종교는 천주교이며, 세례명은 세례자 요한이다.
고려대학교 정치외교학과를 졸업하고 동 학교 강사와 사상계 편집장을 거쳐서 1985년 12대 총선에서 민주정의당 전국구 승계로 국회에 입성하고 이후 환경부 장관(1994년)과 국회 정무위원장(1998년)을 역임하였다.

## 학력
- 봉화국민학교 졸업
- 양정중학교 졸업
- 양정고등학교 졸업
- 고려대학교 정경대학 정치외교학 학사
- 고려대학교 대학원 정치외교학 석사

## 경력
- 사상계 편집장
- 신민당 유진오 총재 비서관
- 고려대학교 강사
- 명지대학교 강사
- 제12~15대 국회의원
- 제12대 국회 헌법개정특별위원회 위원
- 제12대 국회 법제사법위원회 간사
- 노태우 대통령취임준비위원회 준비위원
- 민주정의당 대변인
- 민주정의당 정책연구실장
- 민주정의당 정책조정실장
- 민주자유당 서울특별시 지부 위원장
- 제14대 국회 전반기 예산결산특별위원회 위원장
- 초대 환경부 장관
- 제14대 국회 후반기 제도개선특별위원회 위원장
- 신한국당 정책위원회 의장
- 제15대 국회 전반기 정치개혁특별위원회 위원장
- 제15대 국회 후반기 정무위원회 위원장
- 한나라당 상임고문
- 새누리당 상임고문
- 자유한국당 상임고문
- 바른정당 전당대회 선거관리위원장
- 대한민국헌정회 홍보편찬위원회 의장
- 대한민국헌정회 정무위원회 위원장

## 낙선운동의 타겟
국회 법률사법위원회 간사로 재임하던 1986년, 부천서 성고문 사건을 놓고 여야의 공방전이 심해질 무렵 "나는 부천경찰서 사건의 희생양이라 주장하는 권인숙씨의 정신감정이 우선해야한다고 생각한다"라고 발언해 물의를 빚은 바 있다. 이 후 16대 총선을 앞둔 2000년 초, 경실련, 총선시민연대를 비롯한 시민단체들은 그의 망언을 문제삼아 낙선운동을 펼쳤는데, 그 결과 그는 새천년민주당의 재야출신 심재권 후보에게 석패해 정계은퇴를 선언하게 된다.

## 같이 보기
- 낙선운동
- 대한민국 제12대 국회의원 선거 민주정의당 후보 목록#전국구
- 강동구 을
- 서울 강동구의 국회의원
- 대한민국의 환경부 장관

## 역대 선거 결과
|  | 35.2% |

|  | 30.04% |

|  | 35.46% |

|  | 40.37% |

|  | 42.33% |

## 소속 정당
| 소속 정당 | 소속 정당  | 소속 기간 | 비고           |
| --------- | ---------- | --------- | -------------- |
|           | 신민당     | 1967~1969 | 정계 입문      |
|           | 무소속     | 1969      | 자진 정당 해산 |
|           | 신민당     | 1969~1980 | 정당 재등록    |
|           | 무소속     | 1980~1981 | 정당 해산      |
|           | 민주정의당 | 1981~1990 | 창당           |
|           | 민주자유당 | 1990~1995 | 합당           |
|           | 신한국당   | 1995~1997 | 당명 변경      |
|           | 한나라당   | 1997~2012 | 합당 정계 은퇴 |
|           | 새누리당   | 2012~2017 | 당명 변경      |
|           | 자유한국당 | 2017      | 당명 변경      |
|           | 무소속     | 2017      | 탈당           |
|           | 바른정당   | 2017~2018 | 입당           |
|           | 무소속     | 2018      | 탈당           |
|           | 자유한국당 | 2018~2020 | 복당           |
|           | 미래통합당 | 2020      | 합당           |
|           | 국민의힘   | 2020~현재 | 당명 변경      |